# Motmot de diadema blava
El motmot de diadema blava (Momotus lessonii) és una espècie d'ocell de la família dels momòtids (Momotidae) que rep en francès el nom de "Motmot de Lesson". Habita boscos del sud de Mèxic i Amèrica Central, des del sud de Veracruz i Chiapas, cap al sud, fins a l'oest de Panamà.